# Hoo Doo
Pistes de Du ciment sous les plaines
The Chameleon
(13)
Hoo Doo est un morceau de Noir Désir paru dans l'album Du ciment sous les plaines en 1990, à la fin de celui-ci.
Ce morceau est très spécial, du fait qu'il ne dure que 43 secondes. Dans ce morceau, Bertrand Cantat est seul à la guitare électro-acoustique (comme on le voit d'ailleurs dans le début du double-clip de ce morceau et d'En route pour la joie) et chante.
Elle est par la suite intégrée dans la compilation En route pour la joie (2001), malgré son caractère atypique.